# Anke De Mondt
Anke De Mondt (Antwerpen, 13 september 1979) is een voormalig Belgisch basketbalspeelster. Als coach werkt ze bij Gembo Borgerhout.
Zij begon en eindigde haar profcarrière bij BBC Kangoeroes Boom in België. Maar daartussen kwam ze ook uit voor het Franse ESB Villeneuve-d'Ascq, de Spaanse ploegen van Las Palmas, Extrugasa, Burgos en CB Avenida, Wisła Can-Pack Kraków in Polen en het Turkse Abdullah Gül Üniversitesi SK.
De Mondt was ook een Belgian Cat en was met het Belgisch basketbalteam in 2003 op het Europees kampioenschap basketbal vrouwen 2003 in Patras mee verantwoordelijk voor het beste resultaat tot heden van het team, een zesde plaats op een Europees Kampioenschap. Ook in 2007 zorgde ze mee voor de zevende plaats van de Cats.